# M25
M25 е разсеян звезден куп, разположен по посока на съзвездието Стрелец. Открит е от Филип Лоа дьо Шезо през 1745, а през 1764 е включена от Шарл Месие в неговия каталог на звездоподобните обекти.
Купът е отдалечен на 2000 св.г. от Земята. Линейният му диаметър е около 19 св.г. Сред звездите от купа прави впечатление U Sgr, която е променлива от тип δ Cep. Интегралната видима звездна величина на купа е +4.6.